# Mabeco
Mabeco (Max Bernhardt & Co., later: Mabeco-Werke GmbH) was een motorfietsmerk uit Berlijn. Het merk bestond van 1923 tot en met 1927.

## Geschiedenis
Mabeco was een Duitse maakte motorfietsen die veel op de Amerikaanse Indian Scout-modellen leken. De 598- en 746 cc zijklep V-twin-blokken werden bij Siemens & Halske gebouwd. Er waren ook 746- en 996 cc racemotoren en een kleine serie 346 cc-machines met Garelli-dubbelzuiger tweetaktmotor. Toen Indian naar de rechter stapte omdat de Mabeco-modellen de rode Indian-kleur kregen, werd de productie beëindigd. Siemens & Halske, de grootste aandeelhouders, startten het bedrijf opnieuw op als Mabeco Werke GmbH. Later werd een 350 cc Garelli-dubbelzuigermotor in licentie gebouwd. In totaal bouwde Mabeco 3400 motorfietsen.
Het Niederrheinisches Motorradmuseum in Moers heeft een Mabeco-model in de museumcollectie.